# Minería de la plata

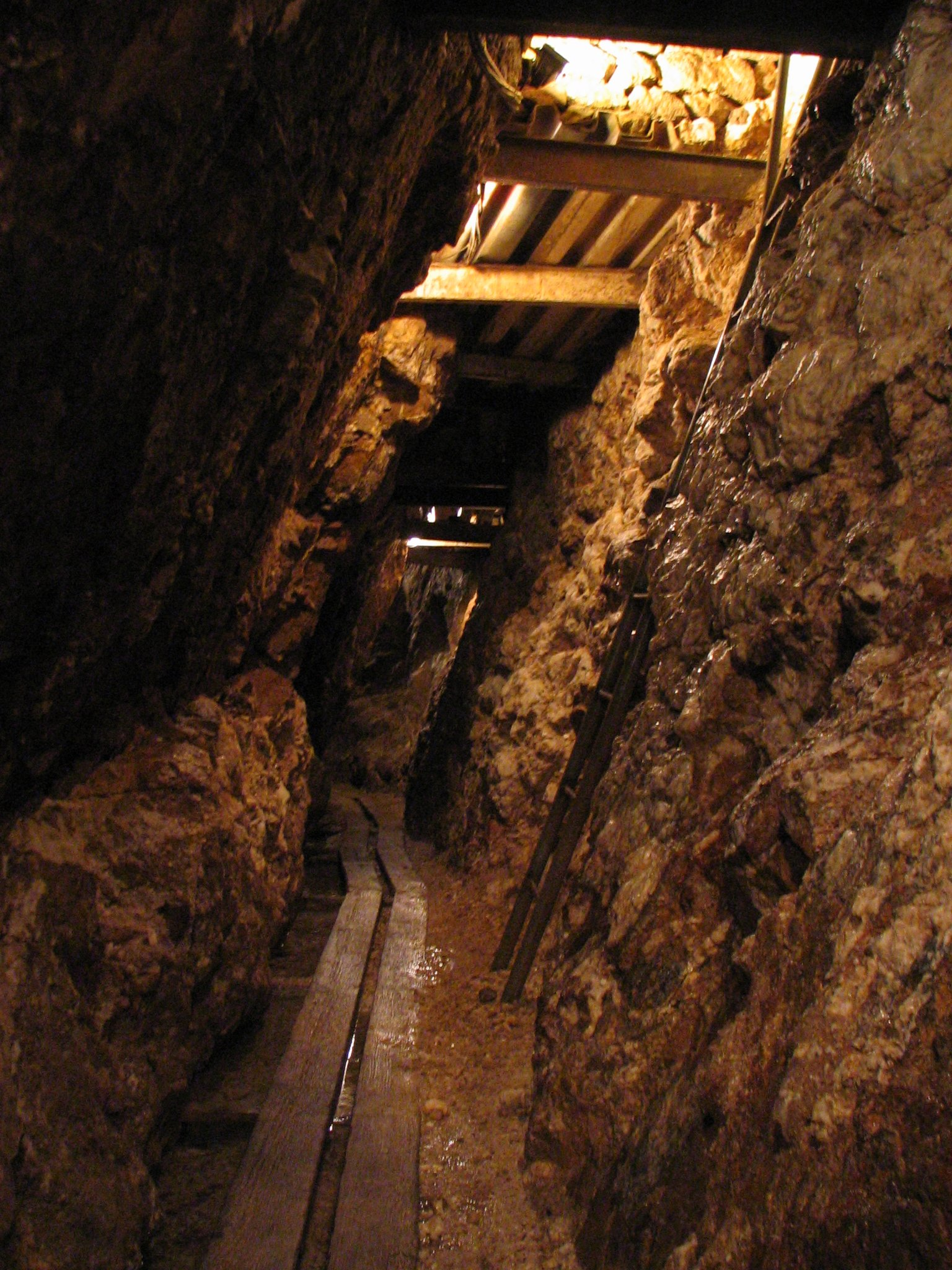
Mina de plata subterránea en Baden-Wurtemberg, Alemania

El término minería de la plata hace referencia al conjunto de actividades relacionadas con la explotación de la plata como recurso natural, especialmente a las técnicas ligadas a la extracción del interior de la tierra de los minerales que contienen el metal y a los procesos necesarios para obtenerlo en estado puro.

## Visión general
La plata se encuentra en forma nativa muy raramente en forma de pepitas, pero más usualmente se presenta combinada con azufre, arsénico, antimonio o cloro y en varios minerales como la argentita (Ag2S), clorargirita ("cuerno plateado", AgCl) y galena (un mineral de plomo que a menudo contiene cantidades significativas de plata). Como a menudo se encuentra junto con estos minerales o aleada con otros metales como el oro, por lo general debe extraerse a través de la amalgamación o la electrólisis.
La minería de plata se ha llevado a cabo desde los primeros tiempos. Como la plata es un metal precioso que se usa a menudo para la acuñación de monedas, su extracción ha sido históricamente lucrativa. Al igual que con otros metales preciosos, como el oro o el platino, el descubrimiento de grandes depósitos de mineral de plata han provocado históricamente fiebres de mineros en busca de fortuna. En los últimos siglos, se descubrieron y extrajeron grandes depósitos en las Américas, lo que influyó en el crecimiento y el desarrollo de México, de países andinos como Bolivia, Chile y Perú, y también de Canadá y de los Estados Unidos.

## Historia

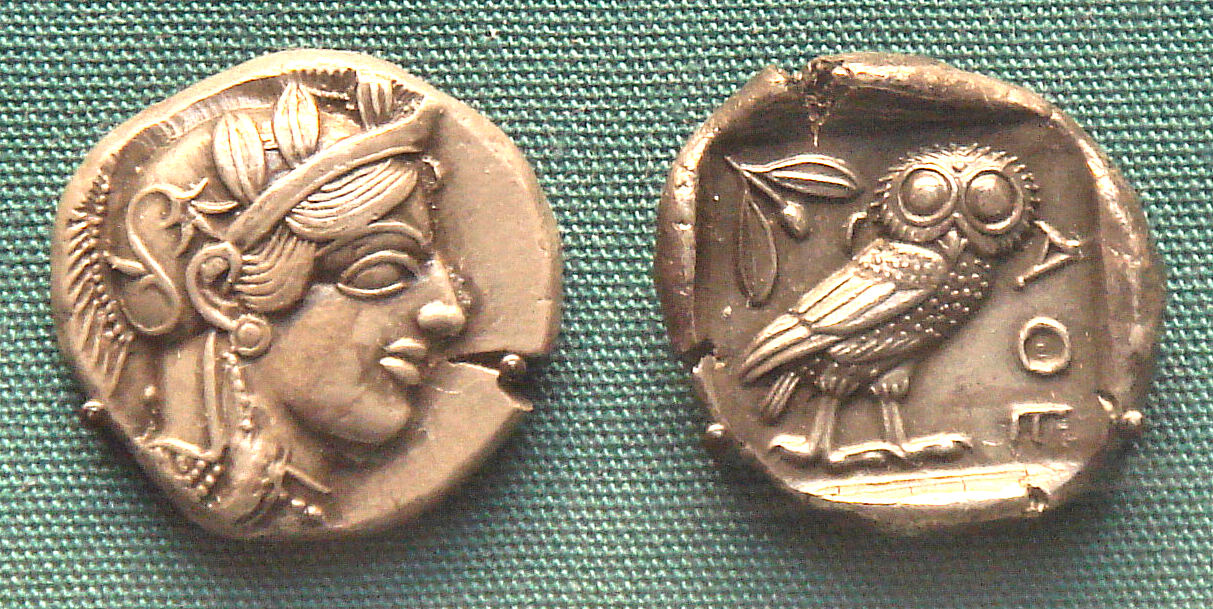
Moneda de plata de Atenas. (Museo Británico)

La plata se conoce desde la antigüedad, siendo mencionada en el Génesis 37:28[cita requerida]. Los montones de escoria encontrados en Anatolia y en las islas del Mar Egeo atestiguan que la plata se estaba separando del plomo en fechas tan tempranas como el IV milenio a. C. Las minas de plata de Lavrio eran muy ricas, contribuyendo al establecimiento de una moneda de la que se valió la economía de Atenas. En este período, la obtención de plata implicaba extraer el mineral en galerías subterráneas, lavar los minerales y proceder a su fundición para producir el metal. Siguen existiendo ingeniosas mesas de lavado junto a estas minas que utilizaban el agua de lluvia de los meses de invierno almacenada en aljibes.
La extracción de plata del mineral de plomo se generalizó en Britania como resultado de la dominación romana, muy poco después de la conquista del primer siglo después de Cristo.
A partir de mediados del siglo XV, la plata comenzó a extraerse de minerales de cobre en cantidades masivas mediante el proceso de licuación, creando un impulso para las industrias mineras y la metalurgia de Europa Central.

### Américas

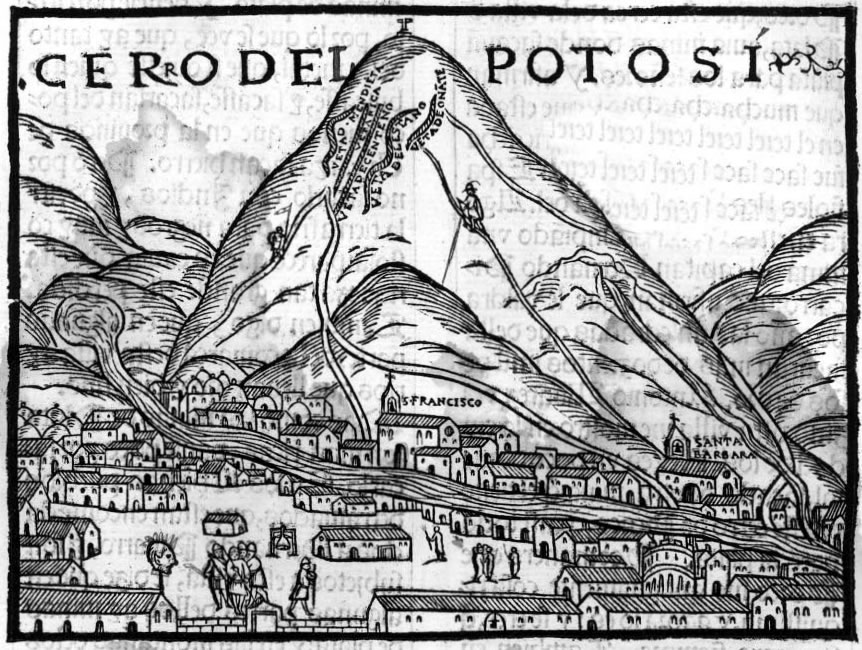
El Potosí, descubierto en 1545, produjo cantidades masivas de plata de un solo sitio en el alto Perú. La primera imagen publicada en Europa (Pedro Cieza de León, 1553)

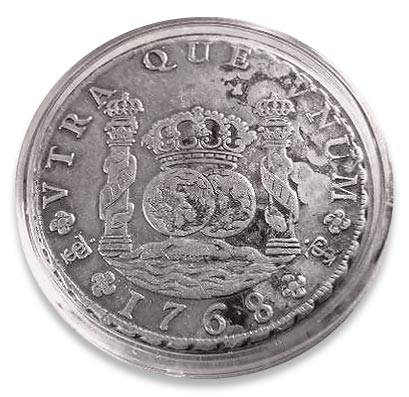
Real español acuñado con plata de El Potosí, Bolivia. Las ingentes cantidades de plata extraídas de El Potosí y de otras minas del Imperio español produjeron una significativa inflación en Europa

Grandes cantidades de plata fueron llevadas a España después de la conquista de América desde las minas del ahora estado mexicano de Zacatecas (descubiertas en 1546), y de El Potosí (Bolivia, también descubierto en 1546), lo que provocó un período de inflación en Europa. La minería de plata requería grandes cantidades de mercurio para extraer el metal del mineral. En los Andes, la fuente fue la mina de mercurio de Huancavelica; México dependía del mercurio de la mina de mercurio de Almadén en España. El mercurio tuvo un impacto ambiental muy alto y adverso. La plata era extremadamente valiosa en China, por lo que se convirtió en un producto global, contribuyendo al auge del Imperio español. La subida y caída de su valor afectó al mercado mundial.
En la primera mitad del siglo XIX, la minería en Chile revivió debido a la aparición de plata en la región del Norte Chico, lo que llevó a una mayor presencia de chilenos en el desierto de Atacama y al alejamiento de una economía basada en la agricultura.
La minería de plata fue una fuerza impulsora en el asentamiento de población en el oeste de América del Norte, con importantes migraciones ligadas a la plata y a los minerales asociados (de plomo, en su mayoría) como la galena. Los hallazgos de minerales de plata fueron frecuentes, con yacimientos notables Colorado; Nevada; Cobalt, Ontario; California y la región de Kootenay en la Columbia Británica; en particular en Boundary y Slocan. Los primeros yacimientos importantes de mineral de plata en los Estados Unidos se descubrieron en la veta Comstock, junto a Virginia City (Nevada), en 1859.

## Procesamiento del mineral

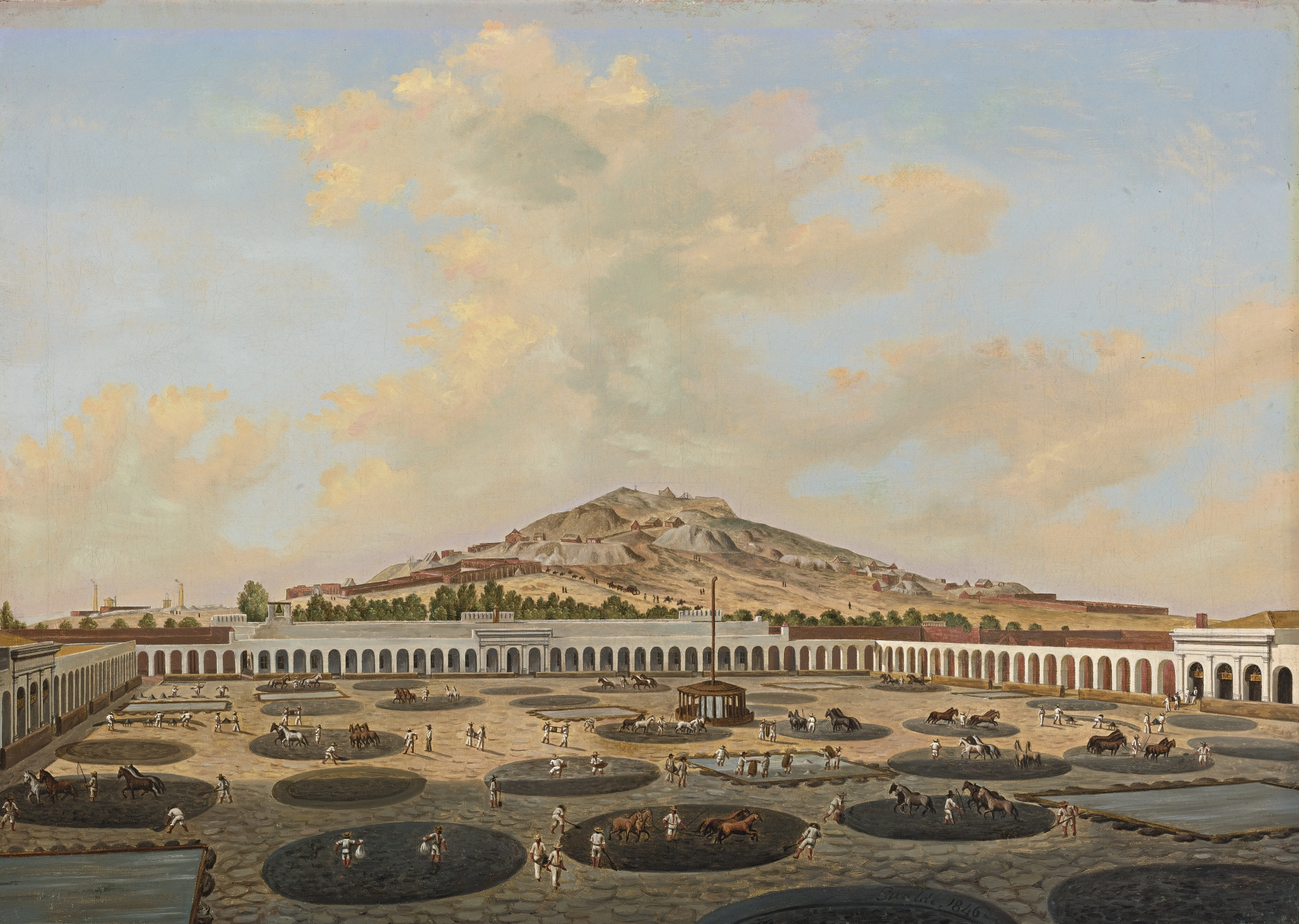
Imagen de los patios en la Hacienda Nueva de Fresnillo de González Echeverría, Zacatecas (Pietro Gualdi, 1846)

La plata es comúnmente extraída del mineral por fundición o lixiviación química. El tratamiento del mineral por amalgamación con mercurio, como en el método de patios o en el método de los cazos, se usó ampliamente durante el siglo XIX, pero rara vez se usa en la actualidad.
La plata también se produce durante el refino por electrólisis del cobre y mediante la aplicación del proceso Parkes en el metal de plomo obtenido a partir de minerales que contienen pequeñas cantidades de plata.
La plata fina de calidad comercial es al menos el 99.9 por ciento de plata pura, y se dispone de materiales con purezas superiores al 99.999 por ciento.

## Áreas de producción

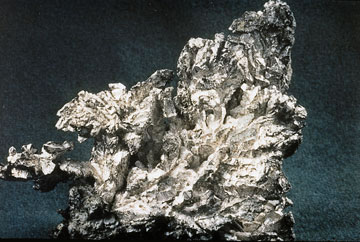
Pepita de plata

Actualmente, las principales fuentes de plata son los minerales de cobre, cobre-níquel, oro, plomo y plomo-zinc obtenidos en Canadá, México, Polonia, Perú, Bolivia, Australia y Estados Unidos.
México fue el mayor productor de plata del mundo en 2014, con 5000 toneladas (161 millones de onzas troy), el 18.7 por ciento de la producción mundial de 26.800 toneladas (862 millones de onzas troy).
| Mina          | País      | Producción (2010) |
| ------------- | --------- | ----------------- |
| Cannington    | Australia | 38.6 Moz          |
| Fresnillo     | México    | 38.6 Moz          |
| San Cristóbal | Bolivia   | 19.4 Moz          |
| Antamina      | Perú      | 14.9 Moz          |
| Rudna         | Polonia   | 14.9 Moz          |
| Peñasquito    | México    | 13.9 Moz          |

| Proyecto      | País      | Producción anual prevista |
| ------------- | --------- | ------------------------- |
| Pascua Lama   | Chile     | 25.0 Moz                  |
| Navidad       | Argentina | 15.0 Moz                  |
| Juanicipio    | México    | 14.0 Moz                  |
| Malku Khota   | Bolivia   | 13.2 Moz                  |
| Hackett River | Canadá    | 13.1 Moz                  |
| Corani        | Perú      | 10.0 Moz                  |

## Lecturas relacionadas
- Bakewell, Peter J. Silver Mining and Society in Colonial Mexico: Zacatecas, 1540-1700. New York: Cambridge University Press 1971.
- Bakewell, Peter J. Miners of the Red Mountain: Indian Labor in Potosí, 1545-1650. Albuquerque: University of New Mexico Press 1984.
- Bakewell, Peter J., ed. Mining of Gold and Silver in the Americas. Brookfield, VT 1997.
- Brading, D.A. Miners and Merchants in Bourbon Mexico, 1763-1810. New York: Cambridge University Press 1971.
- Brading, D.A. and Harry E. Cross. "Colonial Silver Mining: Mexico and Peru." Hispanic American Historical Review 52 (19720): 545-79.
- Cole, Jeffrey A. The Potosí Mita 1573-1700. Compulsory Indian Labor in the Andes. Stanford: Stanford University Press 1985.
- Hoberman, Louisa. Mexico's Merchant Elite, 1590-1660: Silver, State, and Society. Durham: Duke University Press 1991.
- Patterson, C.C. "Silver Stocks and Losses in Ancient and Medieval Times," Economic History Review 25 (1972):205-33,
- Richards, J.F., ed. Precious Metals in the later Medieval and Early Modern Worlds. Durham: Duke University Press 1983.
- Robins, Nicholas A. Mercury, Mining, and Empire: The Human and Ecological Cost of Colonial Silver Mining in the Andes. Bloomington: Indian University Press 2011. ISBN 978-0-253-35651-2
- Whitaker, Arthur P. The Huancavelica Mercury Mine. Cambridge: Harvard University Press 1941.